# Zygmunt Wałecki
Zygmunt Wałecki (ur. 23 lipca 1893 w Opolu Lubelskim, zm. po 22 czerwca 1941 w Kijowie) – major piechoty Wojska Polskiego, kawaler Order Virtuti Militari, ofiara zbrodni katyńskiej.

## Życiorys
Syn Antoniego i Joanny Franciszki z Wiśniewskich. Uczył się w Gimnazjum w Lublinie, a podczas nauki uczestniczył w strajku szkolnym. W Ordynacji Zamoyskich był na praktyce ogrodniczo-rolnej. Został w 1914 wcielony do armii rosyjskiej w której skierowany został do szkoły oficerskiej w Tyflisie, a po jej ukończeniu awansowany na stopień podporucznika. W 1918 złożył wniosek o skierowanie do formujących się na Kaukazie polskich oddziałów. Po otrzymaniu zgody w połowie roku przedostał się do I Korpusu Polskiego.
W następnym roku już w stopniu porucznika otrzymał przydział do 23 pułku piechoty stacjonującego w Lublinie. Walczył z pułkiem na froncie litewsko-białoruskim podczas kampanii bolszewickiej. 13 czerwca 1920 pozycje pułku zostały zaatakowane przez nieprzyjaciela, ale dzięki jego zdecydowaniu i pojawieniu się tam gdzie były zagrożone odcinki frontu wojsk własnych, atak został odparty, a nieprzyjaciel poniósł ciężkie straty. Natomiast 17 czerwca pułk atakował wieś Morawszczyznę oraz Stefanpol, gdzie na terenie miejscowego dworu Wałecki z żołnierzami zajął pozycje. Bolszewicy kilkakrotnie ponawiali ataki na pozycje pułku, ale wszystkie zostały odparte. Za czyny te porucznik Zygmunt Wałecki został odznaczony Krzyżem Srebrnym Orderu Virtuti Militari.
W 1922 został awansowany na stopień kapitana. W 1924 przydzielony do kompanii KOP „Bykowce”. W 1928 otrzymał awans na stopień majora i przydział do 69 pułku piechoty stacjonującego w Gnieźnie. Później był komendantem Rejonowej Komendy Uzupełnień Łuck, a w 1939 komendantem miasta. NKWD aresztowało Wałeckiego po agresji ZSRR na Polskę i skazało na 10 lat ciężkich robót. Po agresji Niemiec na ZSRR Zygmunta Wałeckiego wywieziono w dalszą część Rosji, a tam zaginął.
Żoną Wałeckiego była Maria Walicka. Mieli dwóch synów: Józefa Zygmunta i Jerzego Antoniego.

## Ordery i odznaczenia
- Krzyż Srebrny Orderu Virtuti Militari nr 674
- Krzyż Walecznych (czterokrotnie)
- Medal 10 Rocznicy Wojny Niepodległościowej (Łotwa)[3]